# Museu Marítimo, Fluvial e Portuário de Ruão
O Musée maritime fluvial et portuaire de Rouen (Museu Marítimo, Fluvial e Portuário de Ruão) retrata a história do porto de Ruão, que é um dos mais grandes dos pais, e da navegação. Abria em 1999, durante a "Armada de Ruão".

## O museu
Os maiores temas do museu são:
- A história do porto, com muitas fotografias, e um espaço sobre as destruições causadas pela Segunda Guerra Mundial
- As instalações do porto e os trabalhos sobre o Sena para permitir-lhe receber naves marítimas
- Os grandes barcos a velas de Ruão, com um espaço sobre os barcos que foram em Nova Caledónia para carregar níquel
- A marinha mercante com muitos modelos de barcos que acostavam com frequência ao lado do armazém onde fica o museu
- A navegação fluvial (ver a presentação da chata Pompon Rouge)
- A engenharia naval e oceânica
- A caça à baleia
- A história dos submarinos, com uma reprodução do interior do Nautilus de Robert Fulton

Motores de chata e de barco de pesca, uma campana de bruma que era situada ao estuário da Risle, um buço e a reprodução da cabina de rádio de uma nave dos anos 60.
Um esqueleto de baleia (emprestado pelo museum d'histoire naturelle de Rouen) está exposto no meio do museu. É uma baleia-comum que tinha sete anos quando morta.
Uma chata de 38 m de comprimento, com o nome de Pompon Rouge, pode ser visitada no pátio do museu. A sua bodega foi acondicionada para receber uma exposição permanente sobre a navegação fluvial com especialmente uma maqueta de eclusa.
Ademais de esse, há muitas exposições sobre vários temas, como a ponte transbordadora de Ruão ou os viquingues.

## Imagens

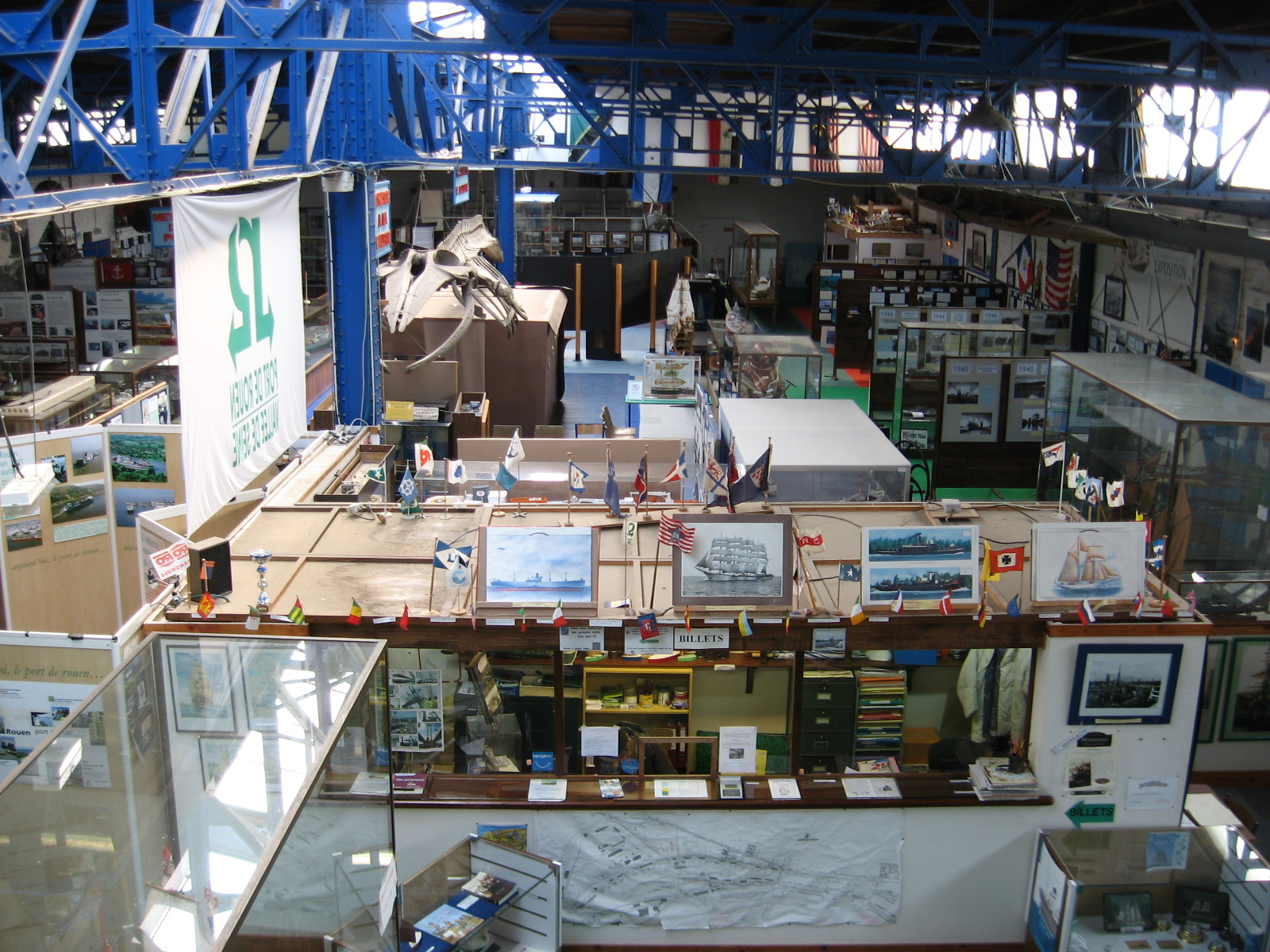
Vista general do museu
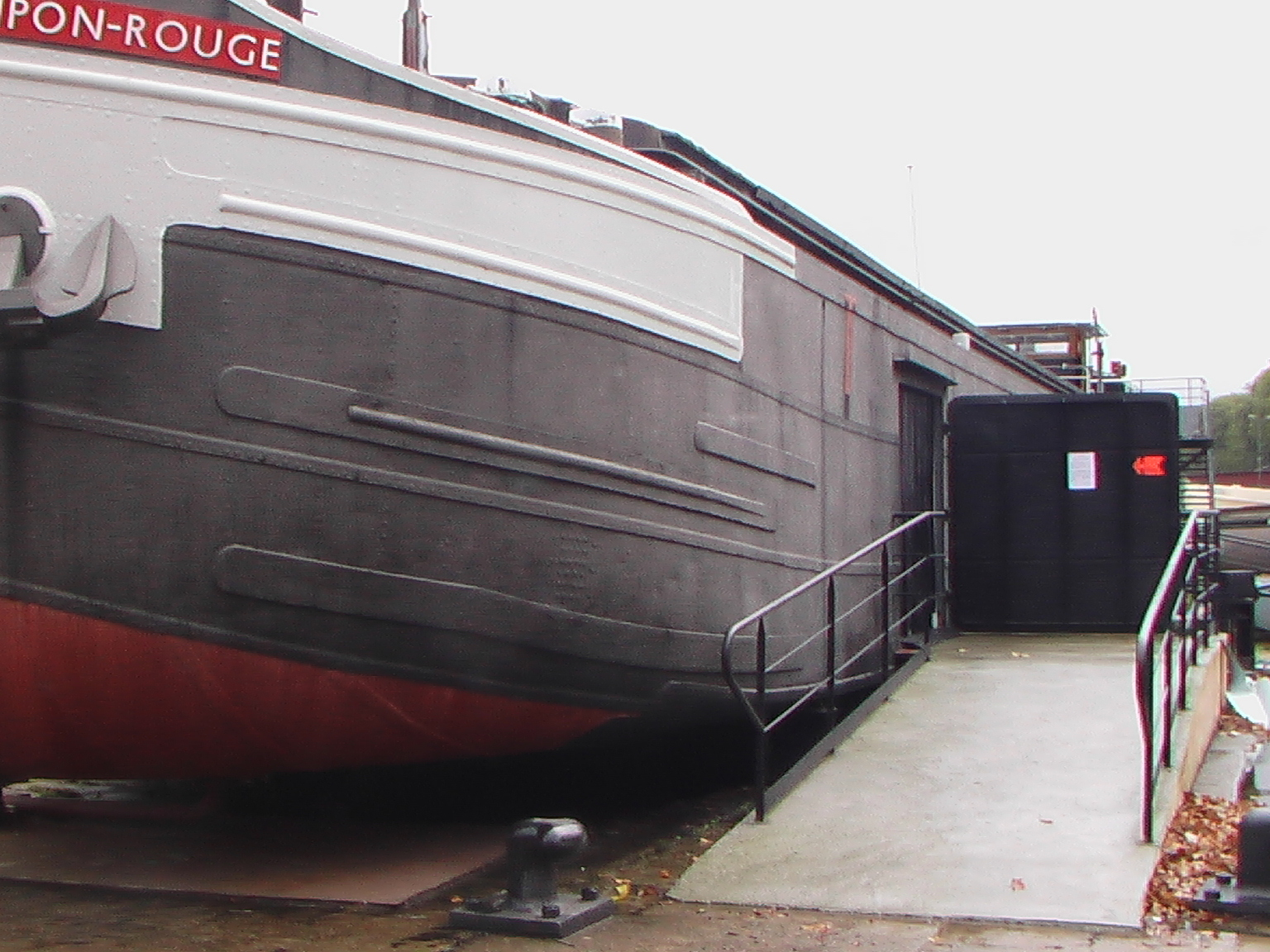
La chata Pompon Rouge, transformada em espaço de exposição
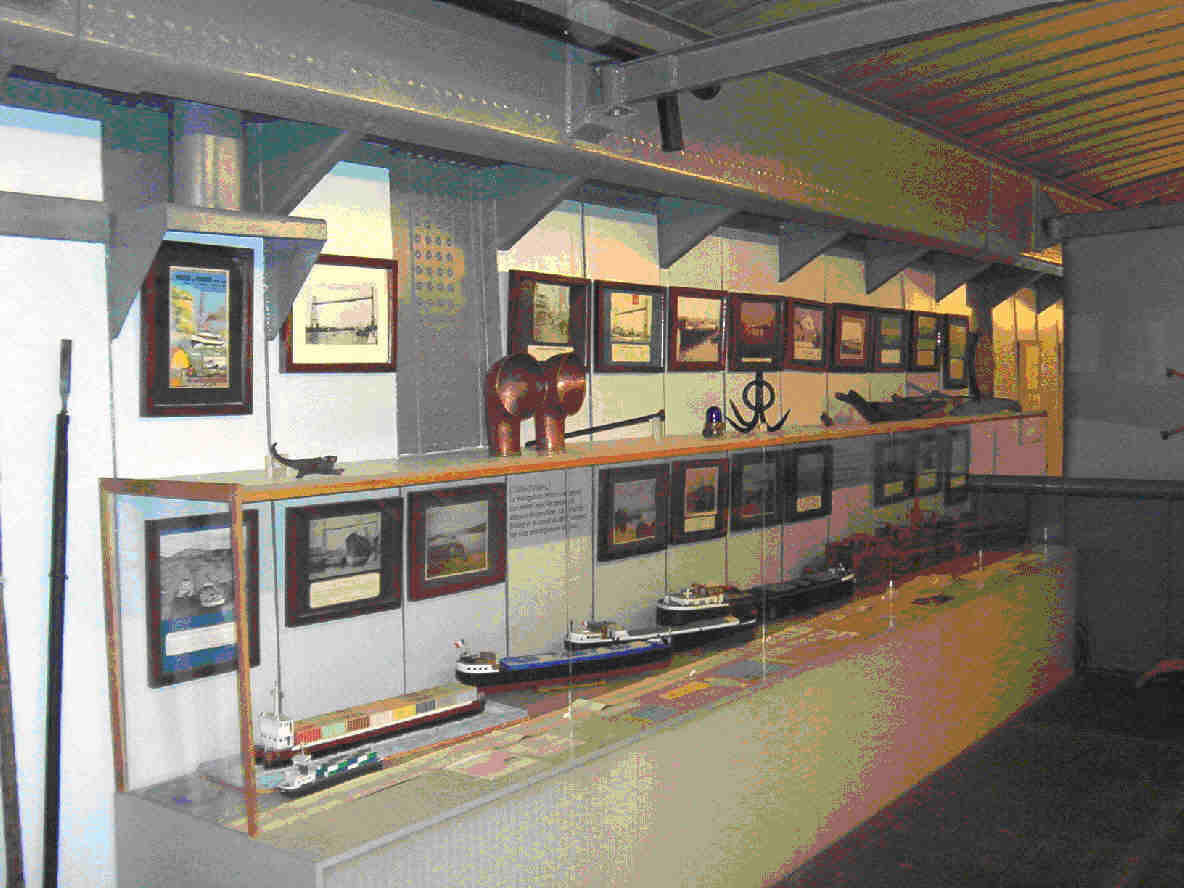
Bodega da chata, com o espaço de exposição permanente sobre a navegação interior
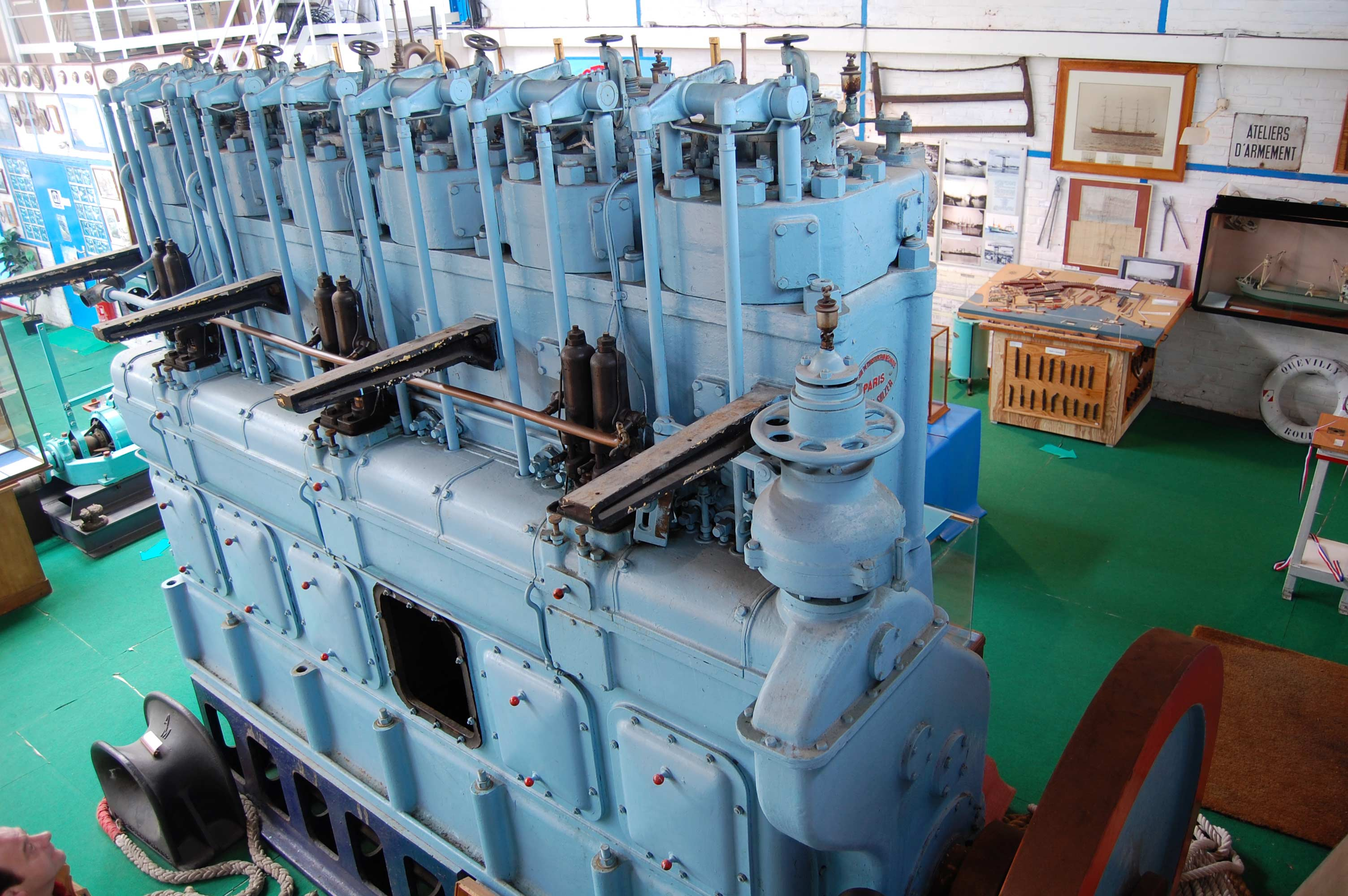
Motor Sulzer de 400 cv e 26 toneladas para um barco de pesca (1937)
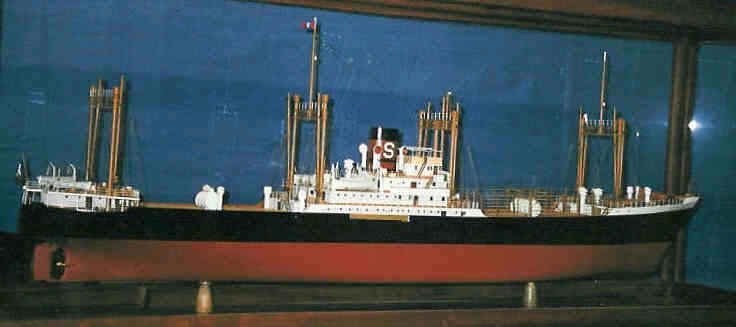
Maqueta da Marie-Louise Schiaffino, uma nave que acostava regularmente antes o antigo hangar 13
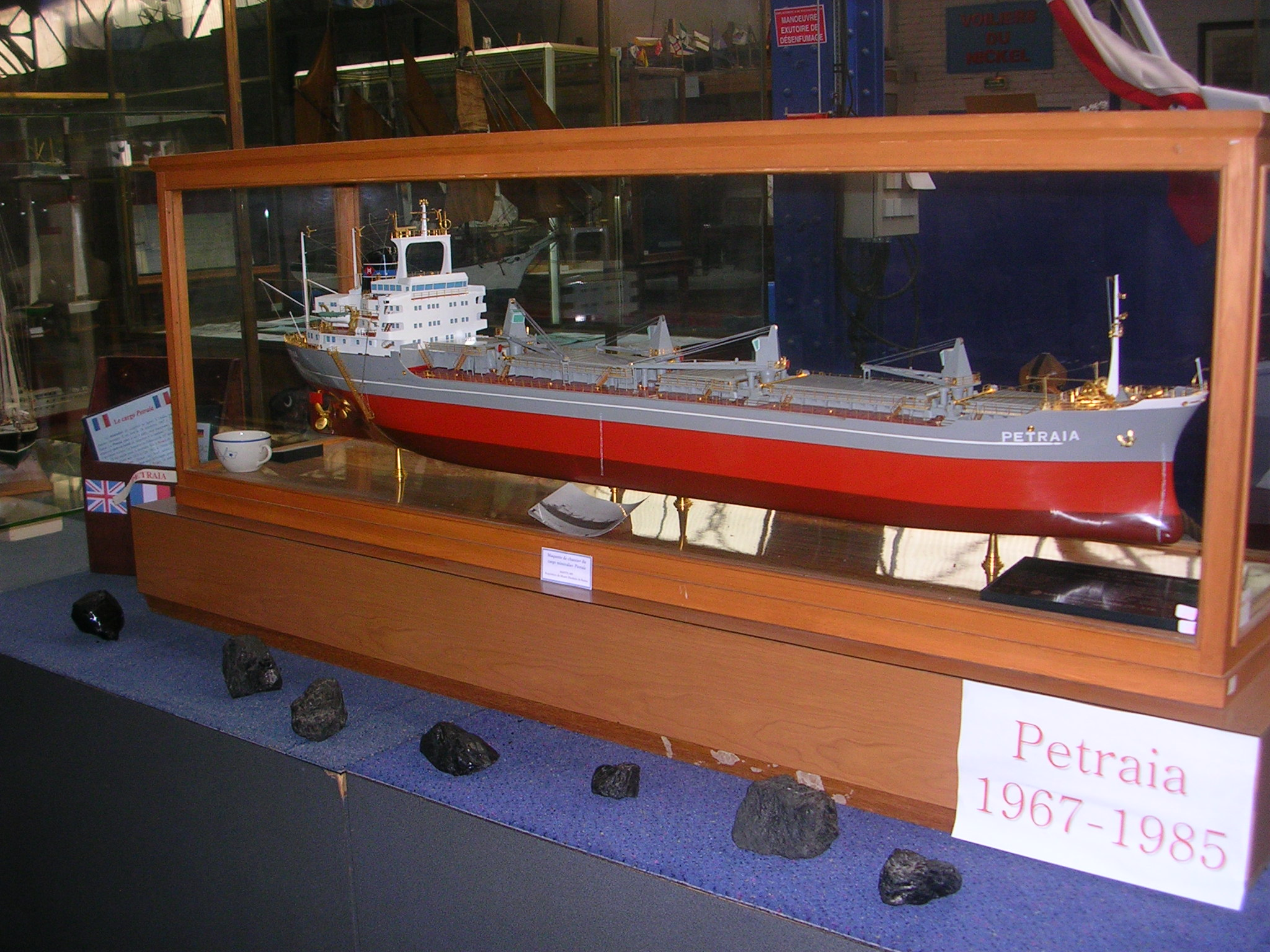
Maqueta da Petraia, uma nave que acostava regularmente ao lado do antigo hangar 13
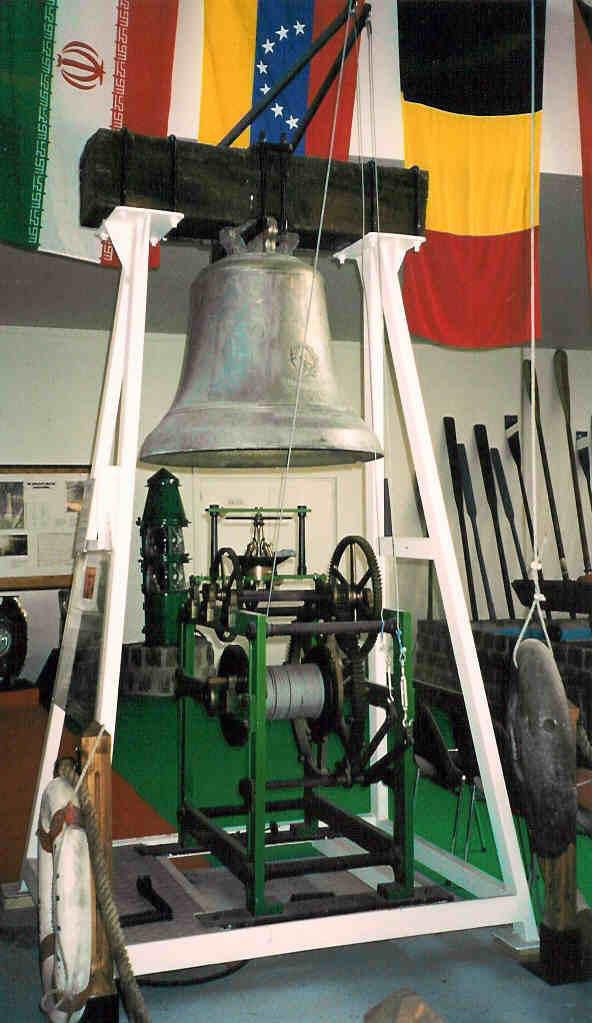
Campana de bruma
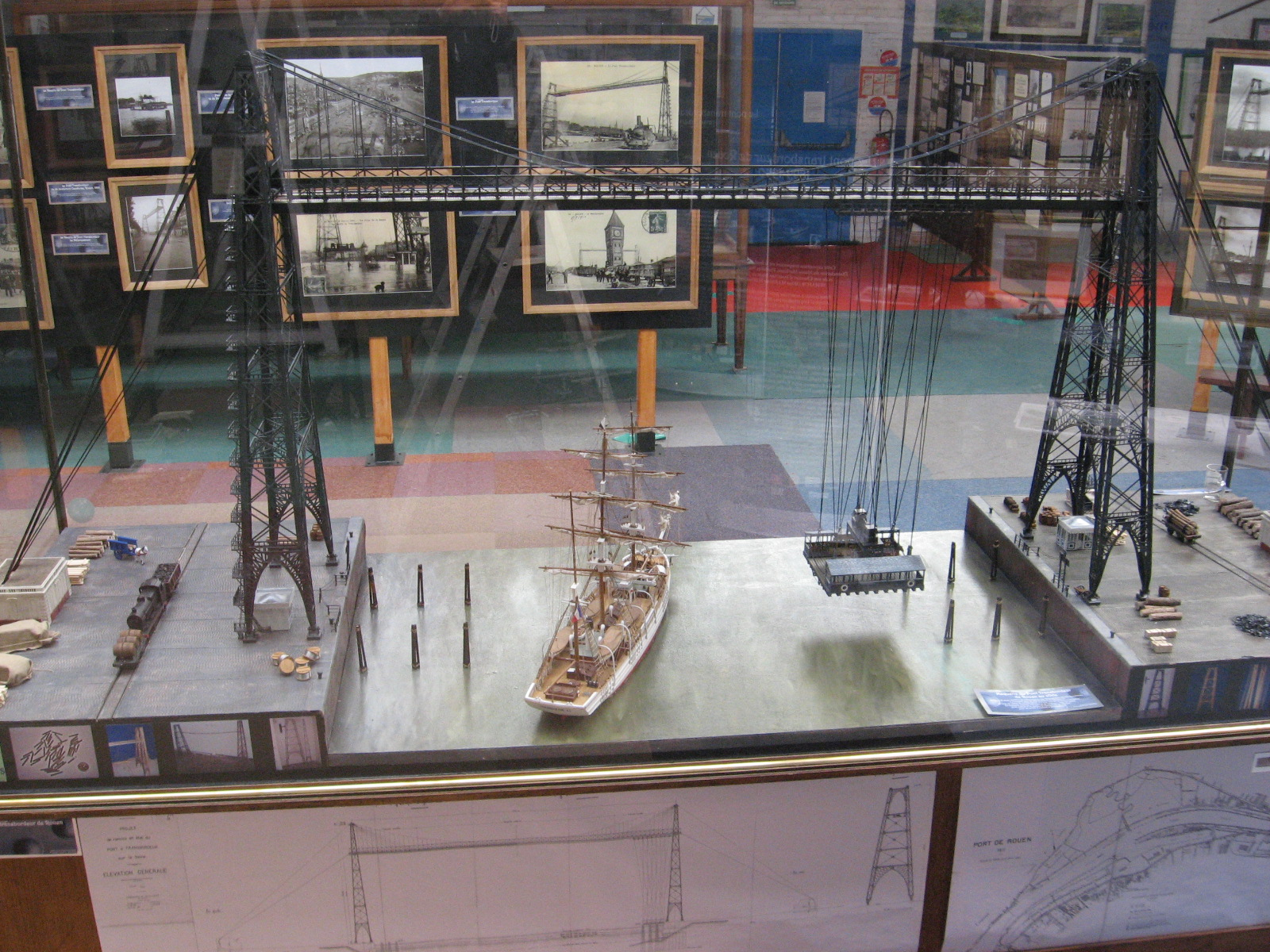
Maqueta da ponte transbordadora de Ruão
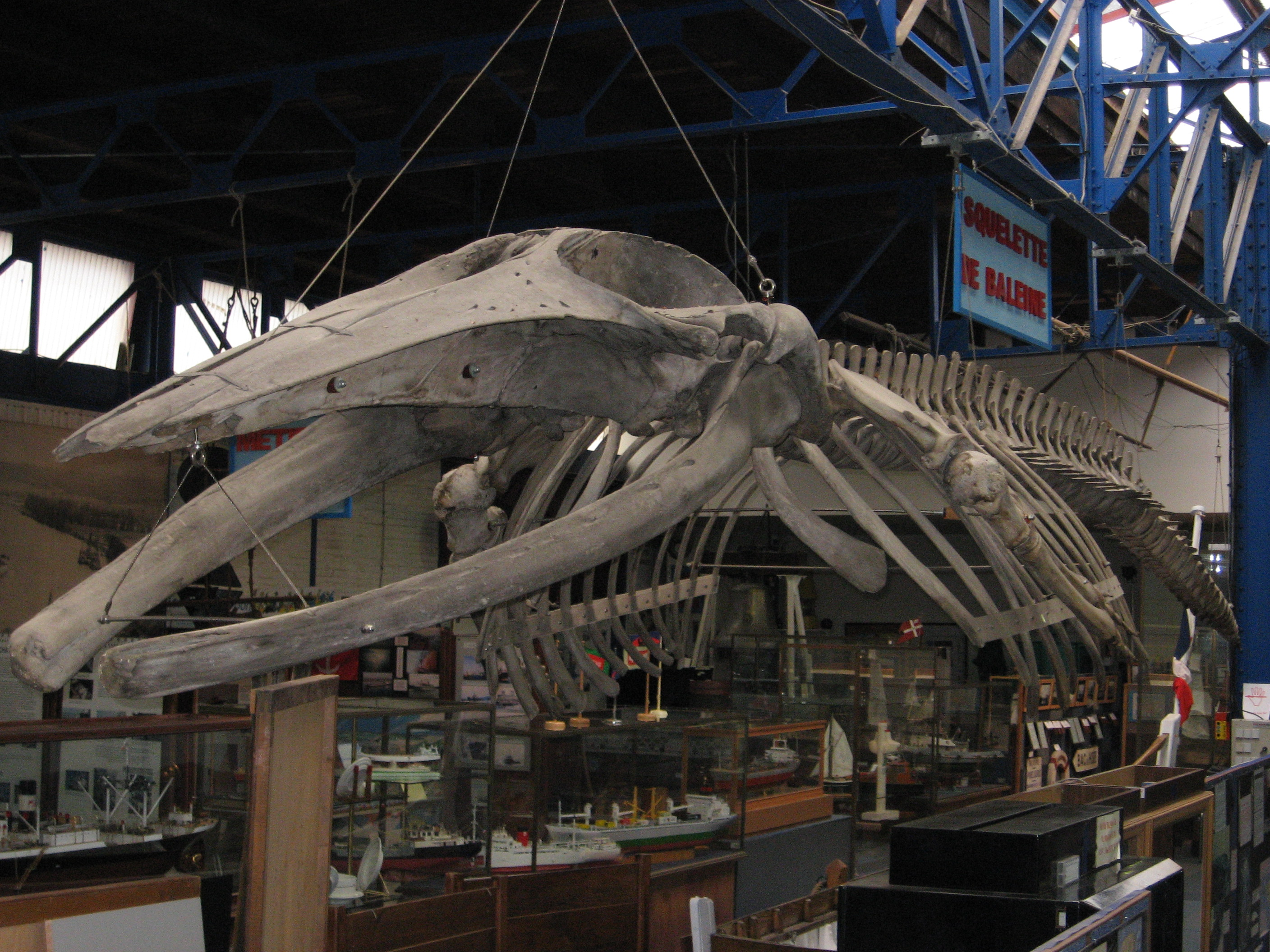
Esqueleto de uma baleia-comum
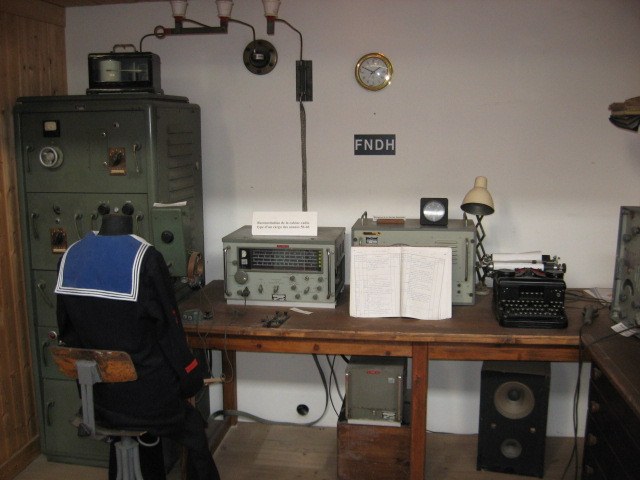
Reprodução da cabina de radio de uma nave dos anos 60
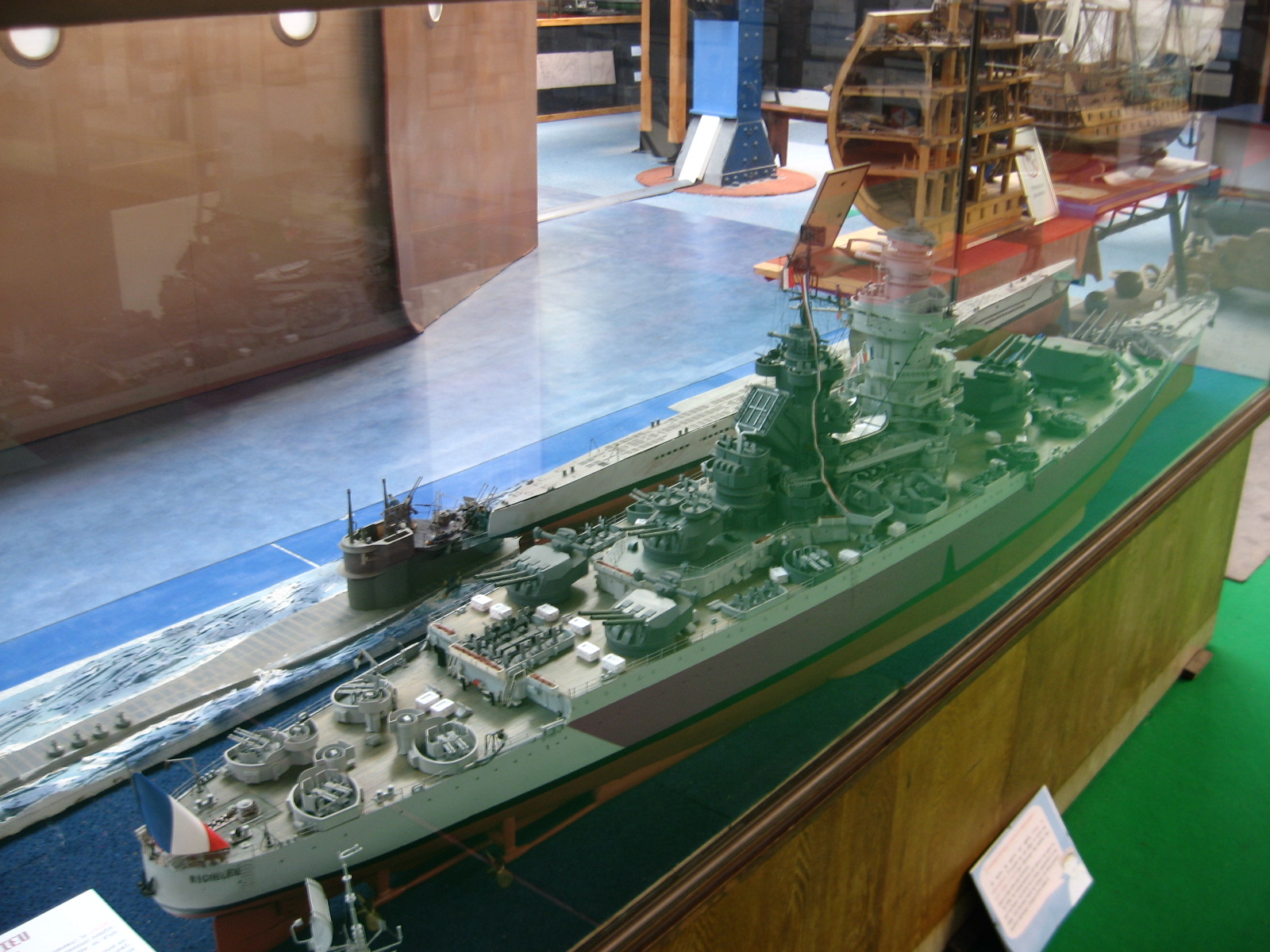
Maqueta do couraçado Richelieu
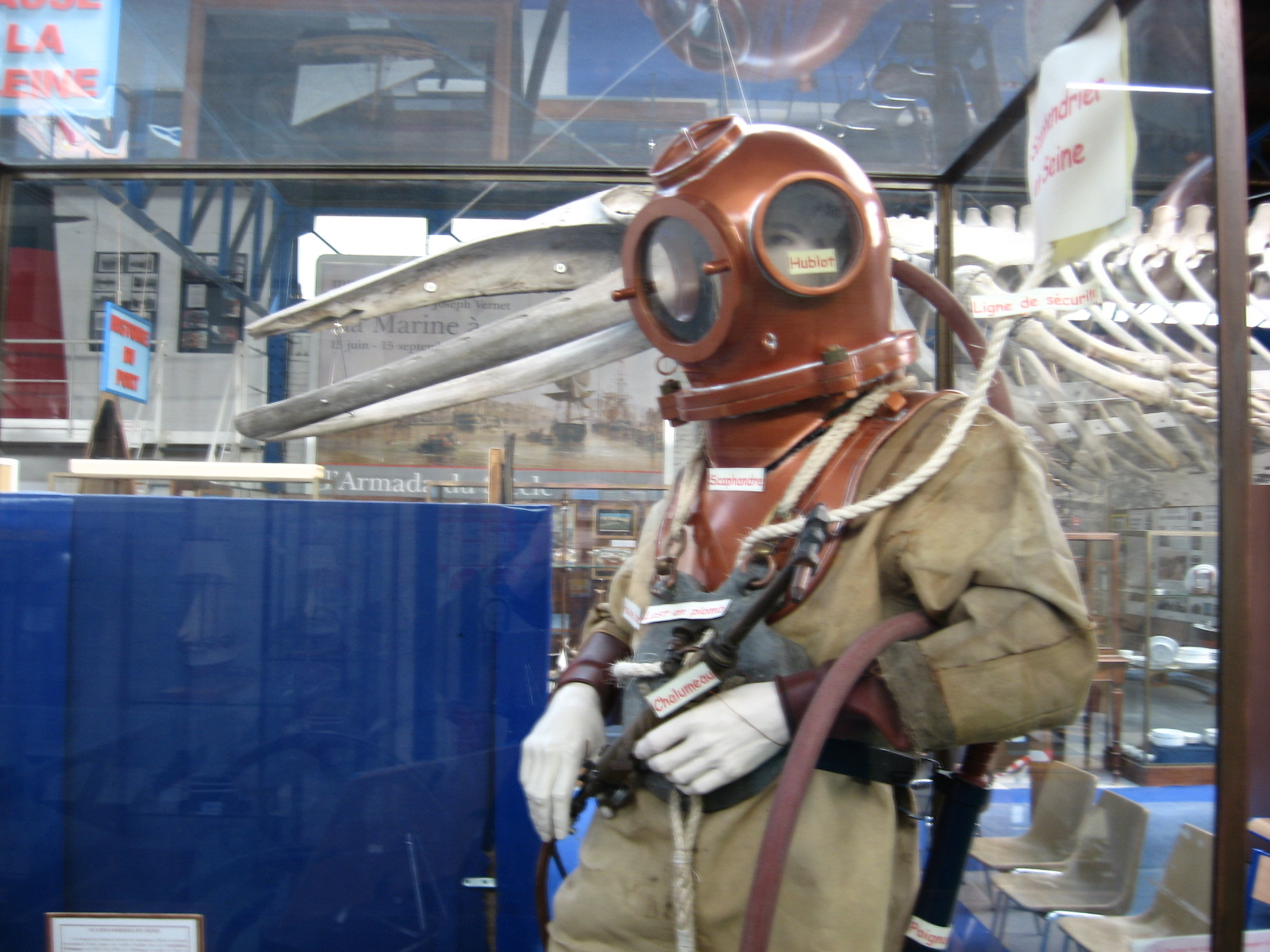
Buço

## O logo

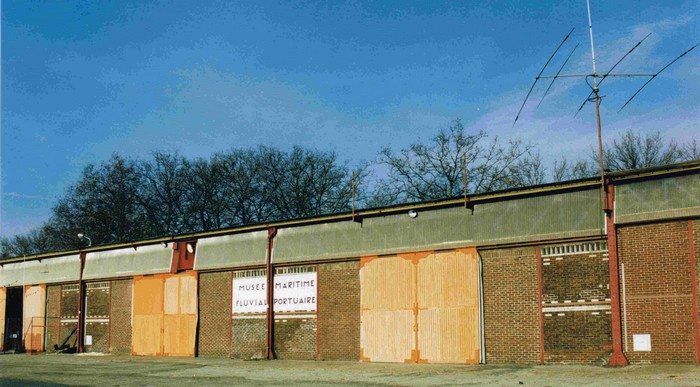
O armazém 13 onde fica o museu

O museu fica em um antigo armazém do porto, não longe do novo ponto Gustave Flaubert. Este armazém, o armazém 13, foi construído em 1926, tendo o nome de armazém M até 1966 e a criação do Port autonome de Rouen.
Foi utilizado pela companhia Schiaffino para vinho. Em 1984 foi posto em desuso porque não era mais apropriado para o porto porque a sua capacidade era baixa demais.